# Унтеррайхенбах
Унтеррайхенбах (нем. Unterreichenbach) — община в Германии, в земле Баден-Вюртемберг. 
Подчиняется административному округу Карлсруэ. Входит в состав района Кальв.  Население составляет 2247 человек (на 31 декабря 2010 года). Занимает площадь 6,30 км².
Коммуна подразделяется на 3 сельских округа.